# Miravânia
Miravânia là một đô thị thuộc bang Minas Gerais, Brasil. Đô thị này có diện tích 603,005 km², dân số năm 2007 là 4708 người, mật độ 8 người/km².